# Passage du Ruisseau-de-Ménilmontant
Passage du Ruisseau-de-Ménilmontant je malá ulice v Paříži. Nachází se ve 20. obvodu.

## Poloha
Ulice vede od křižovatky s Rue Boyer a končí u Rue du Retrait. Ulice je orientována z východu na západ. Ulička prochází blokem obytných budov a má status soukromé ulice.

## Historie
Ulice získala své současné pojmenování městskou vyhláškou ze 16. prosince 1998. Její název (pasáž potoka Ménilmontant) připomíná bývalý potok Ménilmontant, který zde ve středověku protékal.

## Významné stavby
V místě dnešního dětského hřiště se nacházel rodný dům Maurice Chevaliera.